# 講談社X文庫
講談社X文庫（こうだんしゃエックスぶんこ）は、1984年創刊、講談社発行の文庫シリーズ。
初期の講談社X文庫（以下「旧X文庫」）は、漫画・アニメ（OVA『メガゾーン23』や『幻夢戦記レダ』など）・映画のノベライズ、ゲームブックや、タレント本などのレーベルであった。
1987年、X文庫のサブレーベルとして、少女小説の「ティーンズハート」が創刊された。整理番号は旧X文庫と同一であり、第一冊目は、著者番号57番、高岡みちしげ『ときめいてチャンピオン』。Xのマークをはじめとした背表紙などのデザインが変更されたのはこの時だと思われる。これにともない、旧X文庫の新刊や、重版分も新しいデザインになっている。この後、旧X文庫は絶版になってしまった。
その後はティーンズハートと、後に創設された「ホワイトハート」が続刊していたが、現在はホワイトハートのみ発売が継続されている。
昭和が終焉して間もなくは、レーベルと呼ぶには刊行点数が少ないとはいえ講談社X文庫「フレンド」より漫画・漫画家と連携した文庫群、講談社X文庫「BETSUFURE」として花井愛子の作品といった文庫小説も出版されていた。